# Oldřichovice (Uście nad Orlicą)

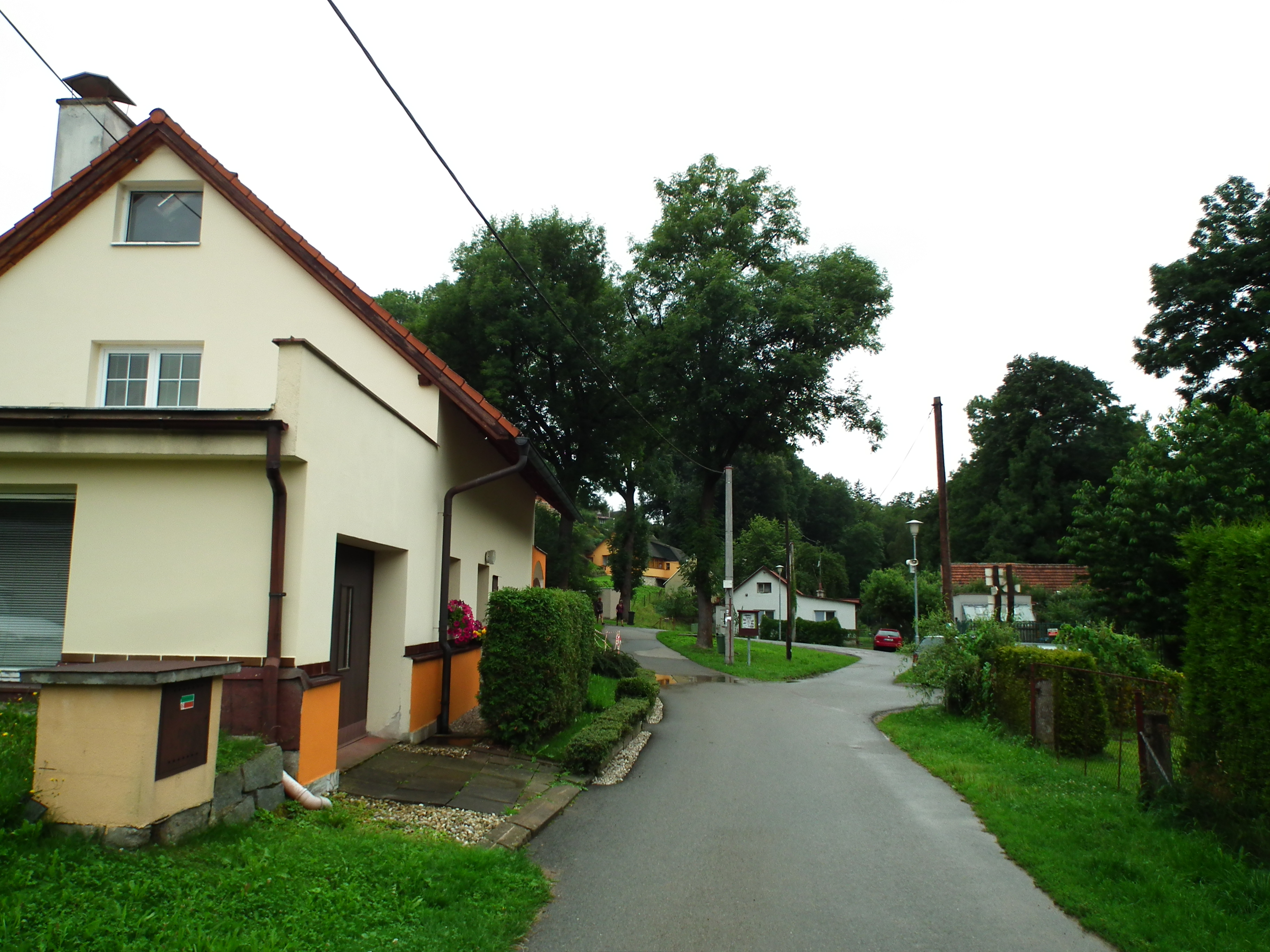
Fragment zabudowy

Oldřichovice – część miasta Uście nad Orlicą w Czechach, położona nad Cichą Orlicą, dawniej samodzielna wieś.

## Historia
Pierwsza wzmianka o wsi pochodzi z 1294, kiedy to należała ona do państwa lanšperskiego. W obszar wsi wchodził też młyn Cakle (pierwsza wzmianka z 1418). W 1588 powstał tu z połączenia trzech gospodarstw majątek. W 1622 został on zniszczony, a resztki zabudowań rozdzielono pomiędzy trzech gospodarzy z Lukovej. W tym czasie zaczęto też używać, obok czeskiej, nazwy niemieckojęzycznej: Dreihöf. W 1737 J. Janda i W. Paukert postawili w centrum osady rzeźbę biczowanego Chrystusa z koroną cierniową, stojącego przy słupie, ogrodzoną pełną balustradą na kształt studni. Odtąd mieszkańcy wsi zbierali się w tym miejscu, by usłyszeć różnego rodzaju ogłoszenia lub odbyć wioskowe zebrania. 

## Ludność
W 2009 wieś posiadała 129 numerów adresowych. 
W 2001 żyło tu 349 osób.

## Turystyka
W części wsi o nazwie Cakle znajduje się camping i schronisko turystyczne, a przy nim węzeł szlaków turystycznych i ścieżki edukacyjnej.